# Relazioni bilaterali tra Norvegia e Unione Sovietica
Le relazioni bilaterali tra Norvegia e Russia fanno riferimento ai rapporti diplomatici ed economici tra la Norvegia e l'Unione Sovietica tra il 1917 ed il 1991. Le prime relazioni diplomatiche tra Norvegia e Russia avevano avuto inizio già dal 30 ottobre 1905. L'Unione Sovietica mantenne un'ambasceria ad Oslo ed un consolato a Barentsburg, mentre la Norvegia disponeva di un'ambasceria a Mosca.

## Tensioni nelle relazioni bilaterali

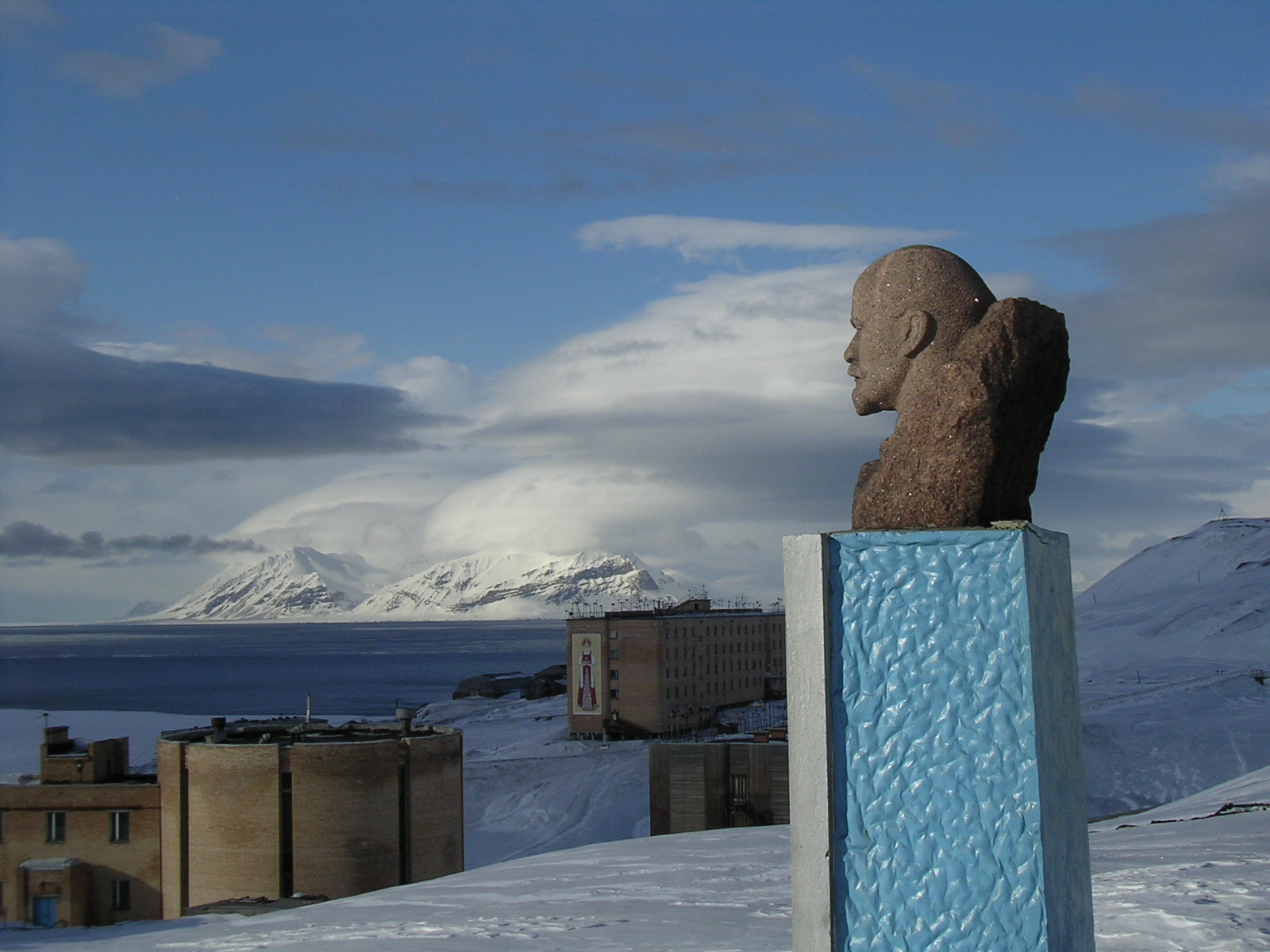
Grazie al Trattato delle Svalbard, una statua di Vladimir Lenin venne posta nell'insediamento russo di Barentsburg, in Norvegia

Sia le devastanti emissioni contrarie alla salvaguardia dell'ambiente della Norilsk Nickel presso Nikel' nell'oblast' di Murmansk che la disputa territoriale sul Mare di Barents, per decenni resero tese le relazioni diplomatiche tra Norvegia e Unione Sovietica. Il 27 aprile 2010 Norvegia e Russia hanno risolto in via definitiva la loro disputa sul Mare di Barents. Una provocazione sovietica venne portata avanti il 7 giugno 1968, insieme all'invasione della Cecoslovacchia che incrementò l'attività militare russa al confine norvegese, contribuì a tendere ancor più le relazioni.
Discordanze sull'interpretazione del Trattato delle Svalbard, assieme alla presenza dei due paesi nelle Svalbard, riscaldarono ulteriormente il dibattito politico durante la guerra fredda. Dal 1931, l'Unione Sovietica mantenne una presenza forte nell'arcipelago a Barentsburg, Grumant ed a Pyramiden attraverso la compagnia mineraria Arktikugol. Nel 1958, la Norsk Polar Navigasjon propose la costruzione di un aeroporto civile alle Svalbard, ma questa idea venne rigettata dall'Unione Sovietica. Le proteste continuarono da ambo le parti sino ad un accordo bilaterale che permise la costruzione dell'Aeroporto delle Svalbard a Longyear. L'Unione Sovietica protestò anche per la costruzione della Stazione Telemetrica di Kongsfjord e per la produzione nel 1985 del film La cintura di Orione.

## I confini
I due paesi mantennero di divisione un territorio di 195,7 km tra Sør-Varanger e l'oblast' di Murmansk. L'unico punto di attraversamento legale era rappresentato da Storskog (Norvegia) e Boris Gleb (Russia), sulla strada [E105 a 15 km ad est di Kirkenes.
Il confine tra Norvegia ed Unione Sovietica in questo punto venne definito tramite apposito trattato del 1957.
I negoziati per lo spazio marittimo iniziarono invece nel 1970: la Norvegia, sulla base dell'art. 15 della Convenzione delle Nazioni Unite sul diritto del mare e della Convenzione degli Alti Mari, pretendeva che il confine dovesse seguire la delineazione principale come di norma pratica internazionale. L'Unione Sovietica invece, sulla base di una decisione unilaterale di Joseph Stalin del 1926, che non riconosceva altra autorità se non quella dell'Unione Sovietica, intendeva applicare il "principio di settore" applicando quindi una divisione a meridiani. Nel 1975 i due paesi si accordarono per firmare insieme la moratoria internazionale per proibire esplorazioni di petrolio e gas nell'area disputata.
Nel 1978 venne siglato un accordo temporaneo per la regolamentazione della pesca su un'area di 60.000 km2 denominata "Zona grigia" (Gråsonen) in alcuni documenti dell'epoca, da rinnovarsi annualmente. Per parte norvegese, l'accordo venne negoziato dal politico laburista Jens Evensen e dal suo protetto Arne Treholt, che venne poi sospettato essere una spia sovietica e condannato per tradimento. L'accordo fu comunque molto controverso in Norvegia: molti ritenevano infatti che Evensen e Treholt avessero fatto troppe concessioni all'Unione Sovietica, motivati da simpatie filo-sovietiche. L'accordo causò inoltre problematiche tra parlamento e governo, ed Evensen ebbe difficoltà a farlo accettare al gabinetto del proprio governo. I partiti di opposizione criticarono Evensen per aver utilizzato il termine di Zona grigia, dal momento che questo implicava la mancanza di pretese della Norvegia su un territorio su cui essa aveva legittimamente il diritto di dire la propria opinione. In un'intervista a Danmarks Radio nel 1990, Treholt, che stava ancora scontando la pena di 20 anni di carcere, ammise di aver svolto il ruolo di informatore per i negoziatori sovietici. L'arresto e l'accusa di Treholt nel 1984–1985 ebbe effetti devastanti su Evensen, il quale si ritirò completamente dalla vita pubblica in Norvegia.

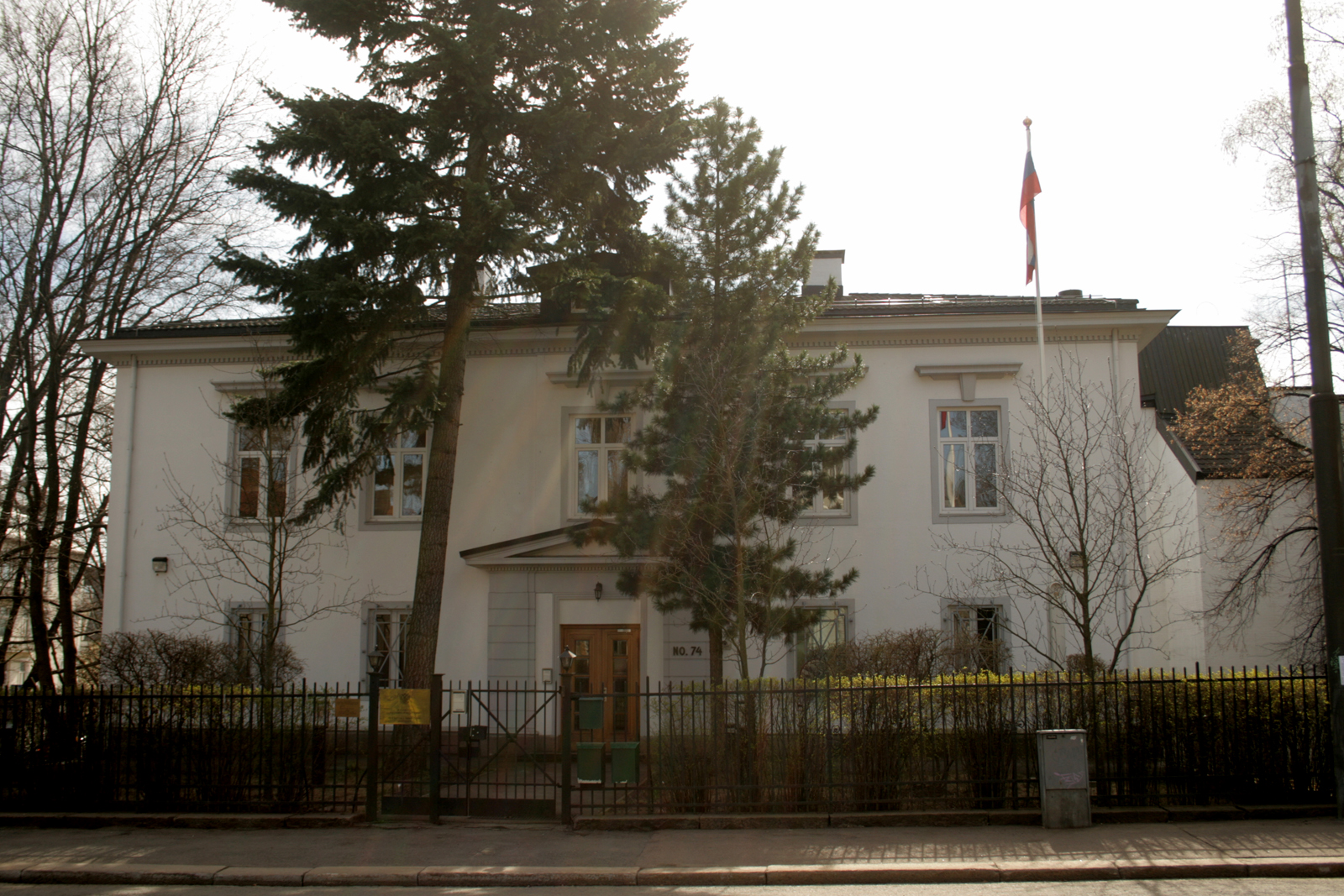
L'ambasciata russa a Oslo
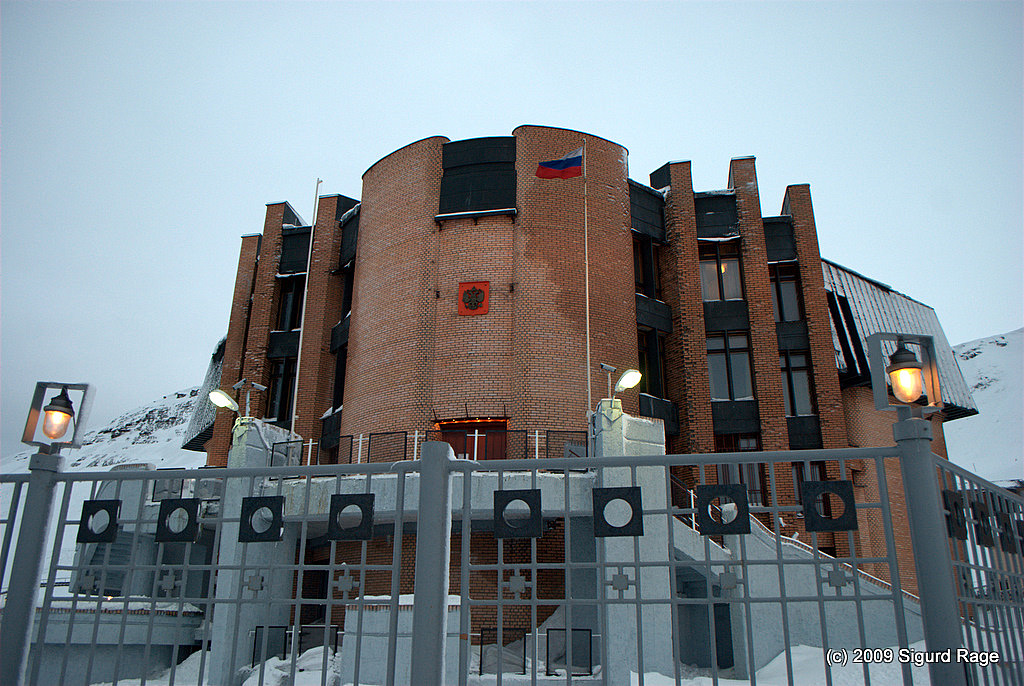
Il consolato russo a Barentsburg